# Арвид Аугуст Афзелиус
Арвид Аугуст Афзелиус (на шведски: Arvid August Afzelius) е шведски фолклорист, духовник, поет, историк и преводач.

## Биография
Роден е на 8 октомври 1785 година в Бродеторп, Весерйоталанд. Съвместно с Ерик Густаф Гейер събира шведски народни песни, издадени в голям тритомен сборник през 1814 – 1817 година. От 1828 година до смъртта си е свещеник в Еншьопинг, където продължава литературната си дейност, пише стихове и история на крал Карл XII и съставя преводи на „Поетична Еда“ и „Сага за Хервьор“.
Арвид Аугуст Афзелиус умира на 2 септември 1871 година в Еншьопинг.